# Wapen van bisdom Roermond

Het wapen van het bisdom Roermond

Het wapen van het bisdom Roermond werd op 26 juni 1997 als wapen aan het bisdom Roermond toegekend.

## Geschiedenis
Een wapen, bestaande uit een zilveren kruis op een blauw veld, werd reeds in 1853 bij de heroprichting van het bisdom door toenmalig bisschop Paredis geïntroduceerd. Het wapen werd in 1997 pas officieel aangevraagd. Waar het wapen vandaan komt is niet bekend, mogelijk is het een oud kapittelwapen, maar het kan ook het persoonlijke wapen van de bisschop zijn. Bisschoppen gebruikten vaker hun persoonlijke wapen wanneer zij uit naam van het bisdom handelden.
De Hoge Raad van Adel verleende echter een aangepast wapen, in het eerste kwartier kwam een fleur-de-lys. Een wapen zonder fleur-de-lys zou namelijk te veel lijken op het wapen van Zwolle en dat van Warmond

## Blazoenering
De blazoenering van het wapen luidt als volgt:
In azuur een kruis van zilver, in het eerste kwartier vergezeld van een lelie van goud. Het schild gedekt met een gouden, met edelstenen bezette mijter, waarvan ter weerszijden van het schild twee gouden, van keel gevoerde linten met gouden franje afhangen, de uiteinden beladen met een breedarmig kruisje van keel; achter het schild, schuingekruist, een gouden kromstaf, de krul naar buiten gericht, en een gouden, met edelstenen bezet kruis met lelievormige uiteinden.
Het schild is blauw van kleur. Over het schild is een zilveren kruis geplaatst met in het eerste kwartier, rechtsboven daarmee voor de kijker linksboven, een gouden fleur-de-lys. In plaats van een kroon, wat binnen Nederland bij gemeentes wel gebeurd, staat er op het schild een gouden mijter. Achter het schild komen de linten van de mijter tevoorschijn, de achterzijde van de linten is rood. Op de voorzijde van de linten een rood kruis. Achter het schild komen ook een gouden kromstaf en een gouden kruisstaf tevoorschijn, zij kruizen elkaar achter het schild. 

## Vergelijkbare wapens
De volgende wapens zijn vergelijkbaar met het wapen van het Bisdom Roermond:

Het oude wapen van de wereldlijke gemeente Roermond
Het wapen van het aartsbisdom Utrecht
Het wapen van het bisdom Haarlem voor de naamswijziging naar Haarlem-Amsterdam
Het wapen van bisdom Haarlem-Amsterdam
Het wapen van het bisdom Rotterdam
Het wapen van het bisdom Breda
Het wapen van het bisdom Groningen-Leeuwarden
Het wapen van het bisdom Groningen voor de naamswijziging naar Groningen-Leeuwarden